# フラペチーノ
フラペチーノ（英: Frappuccino）は、スターバックス コーヒーで販売されている冷たいドリンクの商品名である。コーヒーとミルク、クリームなどを氷とともにミキサーにかけたフローズン状のドリンクである。現在はコーヒーを使った商品の他に、果汁と氷をミキサーにかけたものなど、コーヒーを使わない商品も販売されるようになった。

## 歴史
フラペチーノとは、「フラッペ」と「カプチーノ」という二つの言葉を組み合わせたかばん語である。フラッペは、ニューイングランド地方のアイスクリーム入りの濃厚なミルクセーキの呼び名で、フランス語の「lait frappé」（泡立てられたミルク）に由来している。一方、カプチーノは、泡立てられたミルクの入ったエスプレッソコーヒーを指す。
マサチューセッツ州ボストンで作られ、商標登録された。
フラペチーノの原型となるドリンクは、ジョージ・ハウエルが経営する東マサチューセッツ州のコーヒーショップチェーンであるザ・コーヒー・コネクションが開発、命名、商標登録、販売したもので、当時の従業員であるアンドリュー・フランクが作成した。1994年にスターバックスがザ・コーヒー・コネクションを買収した際、フラペチーノの使用権、製造権、販売権を獲得した。レシピが異なるが、1995年にスターバックスの名前で発売され、2012年現在、スターバックスのフラペチーノの年間売上は20億ドルを超えている。日本では、スターバックスの登録商標（商標登録番号第4612716号）となっている。
このレシピは、アイスコーヒーに似た「コーヒーフラップ」や、アイスクリームとシロップ、ミルクをブレンドした「フラッペ」など、さまざまなコールドドリンクとイタリアのカプチーノが融合して生まれたもの。現在のレシピは、淹れたコーヒーと氷、ミルク、砂糖、フレーバーシロップ、ホイップクリームなどで構成されている。

## ラインナップ

### アメリカ
コーヒーが含まれているフラペチーノは、注文に応じてカフェインレスに変更可能。

#### クリームベース
「フラペチーノ ブレンドクリーム」と呼ばれるコーヒーを使わないベースを基に作成したフラペチーノが登場した。メニュー例としては、「モカ クリーム」「キャラメル クリーム」「バニラビーン クリーム」「チョコレート フラペチーノ」「シリアス ストロベリー フラペチーノ」などがある。どのようなシロップやソースを使っても、オリジナルのメニューを作ることができる。クリームベースのフラペチーノには、カフェインがほとんど含まれていない。

#### 乳製品以外の代替品
豆乳を使ったフラペチーノは、2010年にアメリカとカナダの店舗で販売された。2011年1月、スターバックスはオーストラリアの店舗でこのカスタマイズを導入し、その後他の国でも利用できるようになった。 スターバックスは、ココナッツミルク、アーモンドミルク、オーツミルクのカスタマイズも導入している。

#### カスタマイズ
フラペチーノには、エスプレッソショット、フレーバーシロップ、チョコレートチップ、フレーバーパウダーなどの有料カスタマイズが存在する。一部の店舗では、フラペチーノを「ライト」と注文する場合もある。このフラペチーノライトは、コーヒーフラペチーノの代替品で、低糖度のフラペチーノベースと無脂肪乳を使用し、通常はホイップクリームなしで提供される。

#### 過去のラインナップ
2006年夏、スターバックスは「本物のフルーツジュースにタゾティーを加え、氷とブレンドしたもの」と説明された、フラペチーノ ジュースブレンドを発売した。これは、2007年から2008年にかけて徐々に販売を中止し、現在は終売している。
他にも以下のようなフラペチーノが存在した。
- コットンキャンディフラペチーノ - バニラベースのフラペチーノにラズベリーシロップをかけたピンクと紫の中間色のフラペチーノ
- レモンバーフラペチーノ - レモネードとバニラを混ぜたフラペチーノでキャラメルシュガーをトッピングしたフラペチーノ
- シナモンロールフラペチーノ - コーヒーベースのフラペチーノでシナモンのシロップとホワイトモカのソースで味付けしたフラペチーノ
- レッドベルベットケーキフラペチーノ - ラズベリーシロップ、バニラシロップ、チョコレートソース、チョコレートチップをブレンドしたフラペチーノ

#### ボトル入りフラペチーノ
フラペチーノのボトル版が、小売店や自動販売機で販売されている。米国では、1996年に9.5オンスのボトル入りフラペチーノが製造された。

### 日本
大きく分けて、コーヒーベースのフラペチーノ、クリームベースのフラペチーノ、ティーベースのフラペチーノの3つがある。 また、コーヒーベースのフラペチーノの一部商品には、砂糖以外の甘味料を用いてカロリーを抑え、あっさりした風味の「フラペチーノライト」があったが、2006年をもって終売となっている。 フラペチーノには季節限定販売のものもあるが、その年のプロモーション（期間に合わせた商品ラインナップ）によって変化するため、同じ季節でも毎年発売されるわけではない。

#### コーヒーベース
- コーヒー フラペチーノ
- キャラメル フラペチーノ
- ダーク モカ チップ フラペチーノ

#### クリームベース
- バニラ クリーム フラペチーノ
- 抹茶 クリーム フラペチーノ
- エスプレッソ アフォガート フラペチーノ

#### ティーベース
- マンゴーパッションティーフラペチーノ